# 南昌路 (上海)

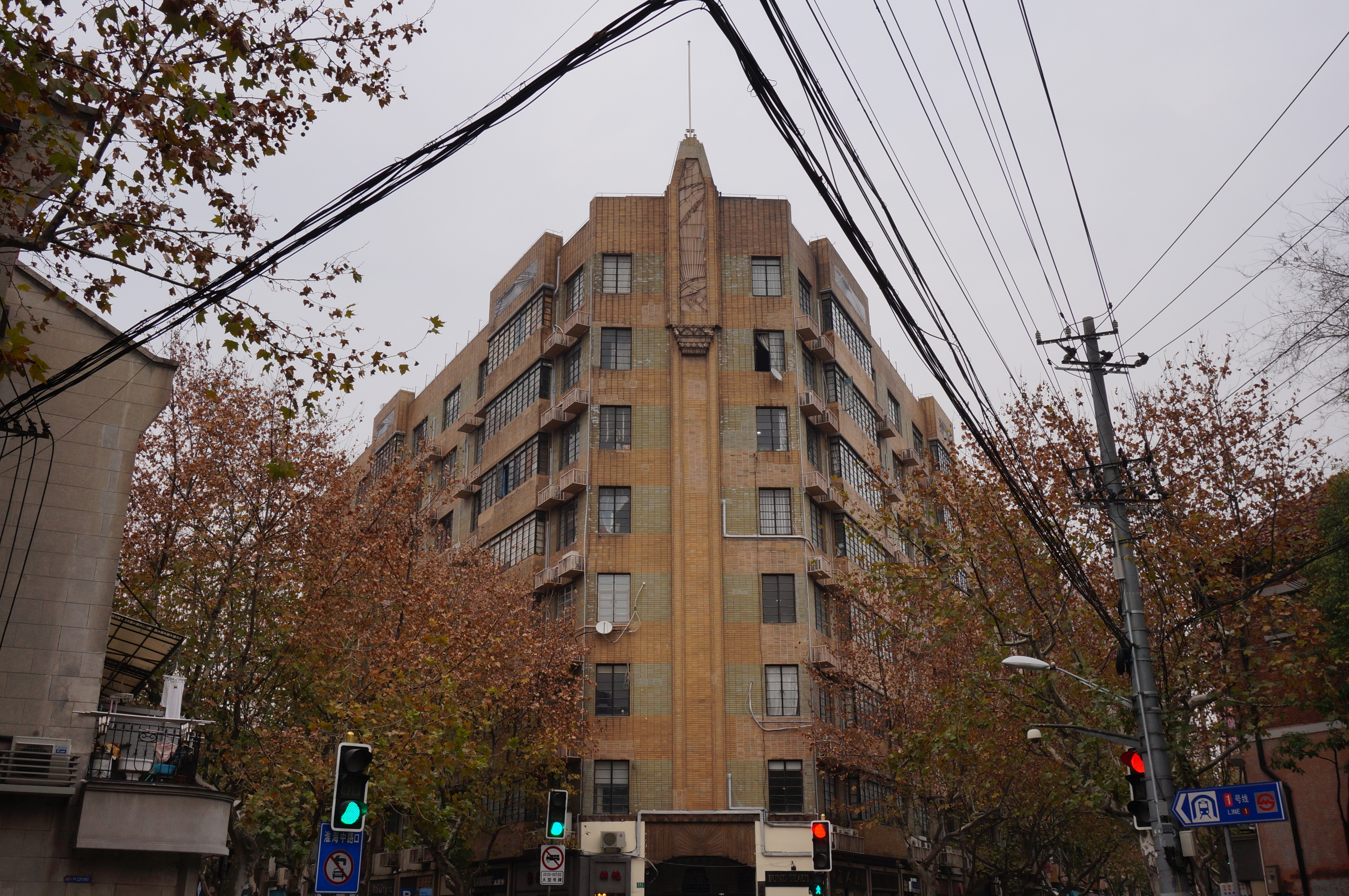
南昌路茂名南路口的南昌大楼

南昌路是中國上海市跨黄浦区和徐汇区的一条街道，该路东西走向，东起重庆南路，西至襄阳南路。全长1690米，宽14米到15米。

## 沿革
南昌路包括租界时代的陶而斐司路（Route Dollfus）和环龙路（Route Vallon）。陶而斐司路为今南昌路东端重庆南路与雁荡路之间的一小段，1902年法租界公董局越界修筑，最初的名称为军官路（Rue des Officies），1920年以法国军官陶而斐司改名为陶而斐司路。
环龙路为今雁荡路以西的南昌路大部分路段。這裡原本是一條名叫马义浜的小河。1912年，上海法租界公董局越界將马义浜填河修路，以法国飞行员环龙取名环龙路。1914年，陶而斐司路和环龙路都被划入上海法租界。1943年，汪精卫政权接收上海法租界，将2条路统一以江西省会南昌改名为南昌路。
南昌路沿路传统上为住宅区，著名住宅有110-134号上海别墅、136-146号别墅、180号中国国民党中央执行委员会上海执行部所在地。东段雁荡路口47号的科学会堂，原为法童公学。路南侧不远有复兴公园。在南昌路茂名南路口还有上海市优秀历史建筑——淮海坊、钟和公寓和南昌大楼。

## 交会道路（东向西）
- 重庆南路
- 雁荡路
- 思南路
- 瑞金二路
- 茂名南路
- 陕西南路
- 襄阳南路